# Те-Девилс-Пойнт
Те-Де́вилс-По́йнт (англ. The Devil's Point, гэльск. Bod an Deamhain) — холм в округе Абердиншир (Шотландия), входит в список Мунро шотландских вершин выше 3000 футов. Высота вершины над уровнем моря — 1004 метра, относительная высота — 89 метров. Входит в состав горного хребта Кернгормс. Родительская гора — Кэрн-Тул (1291 м).
Издавна гора носила своё шотландское название Пенис Демона. В 1860-х годах это место посетила королева Виктория, которая поинтересовалась у своего верного слуги-шотландца, Джона Брауна, как называется этот холм. Чтобы избежать конфуза, тот ответил, что The Devil's Point, что можно перевести как «Место Дьявола».
Рядом с холмом стоит каменная хижина Corrour Bothy, построенная ещё в 1877 году.
Те-Девилс-Пойнт относительно легка для восхождения, однако в окру́ге нет населённых пунктов. Ближайшие деревни и городки: Бреймар (18 км на восток-юго-восток по прямой), Авимор (20 км на северо-северо-запад), Кинкрейг (18 км на северо-запад).